# 算力

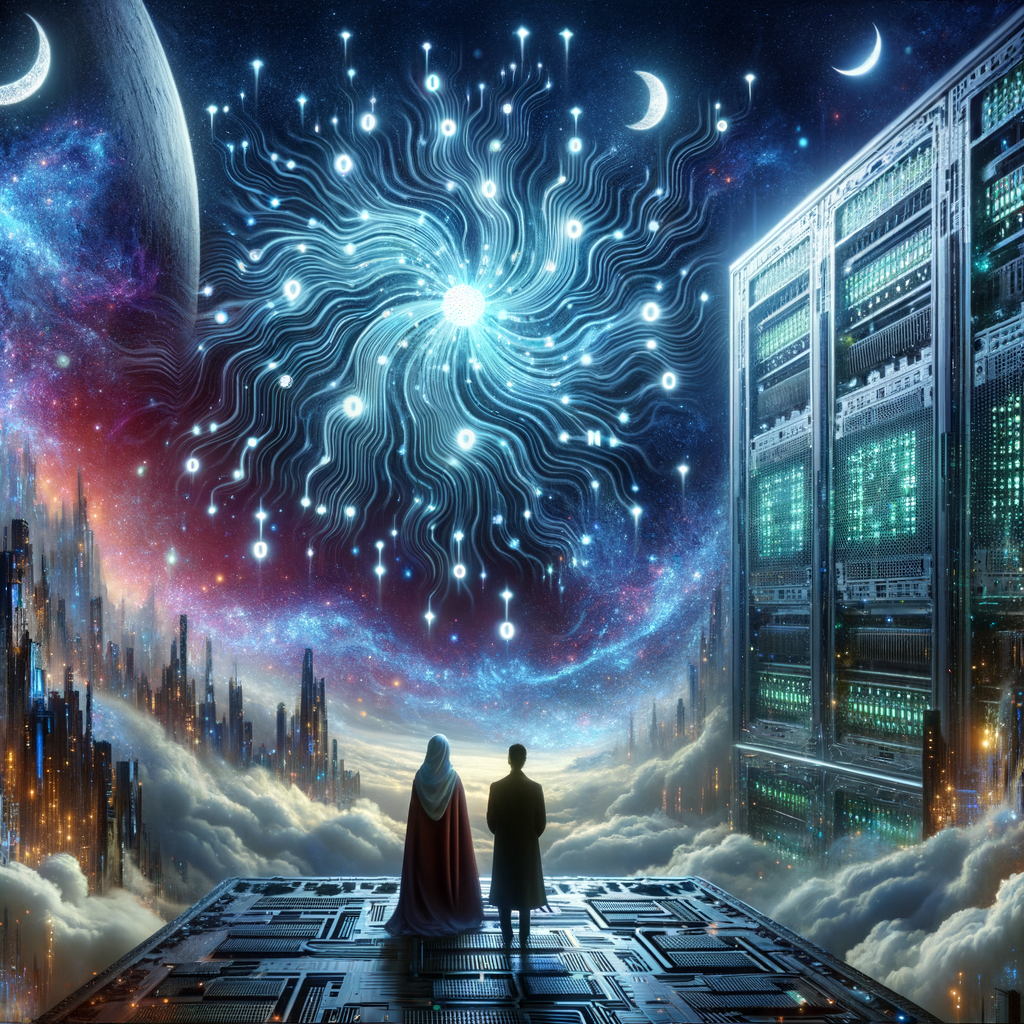
DALL-E 3描绘的"算力"

算力（英語：Computational Power）是指计算机或计算机网络执行计算任务的能力或效率。它通常衡量一个系统在一定时间内完成计算任务的速度或处理能力。在人工智能、大数据处理、区块链、科学计算等领域，算力是完成复杂任务的关键。如训练深度学习模型需要大量算力，而区块链网络中的矿工也依赖大量算力完成加密运算任务。
在中华人民共和国，算力是2010年代以来一种新兴的宏观经济学指标，以量度一个区域、实体或国家的信息基础设施发达程度。如“东数西算”基础设施建设。

## 主要内涵
- 硬件处理能力：算力反映了计算设备（如中央处理器、圖形處理器、张量处理单元等）在处理运算、逻辑计算和数据分析任务时的性能。例如，高性能计算（HPC）系统的算力通常以浮点运算次数每秒（FLOPS）为单位来衡量。
- 资源层次：算力可以指单一设备（如一台计算机）的计算能力，也可以指整个集群、云计算平台或分布式计算网络的总计算能力。例如，云计算中的算力通常是通过多个服务器协调分配资源实现的。[4]
- 软硬件结合：算力不仅取决于硬件的性能，还与软件优化密切相关。例如，通过算法优化或分布式计算架构设计，可以更高效地利用硬件算力。

## 量度
- 每秒浮点运算次数 (FLOPS)：衡量算力的常见单位，特别是在超级计算机领域。[5]如：1 PFLOPS = 每秒 10^15 次浮点运算。

- 算力密度：单位面积或单位体积内的计算能力，通常用于评估数据中心的效率。
- 能效比：衡量计算设备的能耗性能，即每瓦提供的计算能力，通常以 FLOPS/Watts 表示。[5]